# 唐纳德·特朗普 (歌曲)
《唐纳德·特朗普》（Donald Trump），是美国说唱歌手麥克·米勒演唱的一首歌曲，也是麥克·米勒的混音带专辑《Best Day Ever》中的唯一单曲。歌曲全部旋律从Sufjan Stevens的《Vesuvius》中采样编曲。
2011年3月3日，MV上传到YouTube上；2011年5月17日，数字版单曲正式发行。该曲致敬房地产大亨唐纳德·特朗普。五年后，唐纳德·特朗当选第45届美国总统。在特朗普竞选期间，该曲又火了一把。在特朗普确定当选的次日，即2016年11月9日，此曲在ITunes榜单上获得第28名。米勒在接受采访时表示，他并不支持特朗普。